# Caffrogobius agulhensis
Caffrogobius agulhensis je paprskoploutvá ryba z čeledi hlaváčovití (Gobiidae).
Druh byl popsán roku 1927 ichtyologem Keppelem Harcourtem Barnardem.

## Popis a výskyt
Maximální délka ryby je 7,5 cm.
Tělo protáhlé, válcovité, vzadu stlačené. Hlava lehce stlačená. Tělo žluté s 5-6 širokými svislými tmavými pruhy a světlou svislou čáru uprostřed. Hřbetní ploutve s 2 nebo 3 vodorovnými čarami černých teček. Černá skvrna obvykle viditelná na membráně mezi pátým a šestým trnem první hřbetní ploutve. Břišní ploutve šedé se světlými okraji. Ocasní ploutev bez pigmentace či šedá. U některých jedinců řitní ploutev černá.
Byla nalezena ve vodách Jihovýchodního Atlantiku: od East Londonu po Mys Dobré naděje.